# Love Me Do
„Love Me Do“ је сингл Битлса из 1962. године. На другој страни плоче се нашла песма P.S. I love You. 
Сингл је заузео 17. место на британским топ-листама.

## Настанак
У време кад су настале песме Love me Do и P.S. I Love You, Битлси нису били афирмисани ни као рок-састав, а нарочито не као ауторски бенд. Неколико њихових песама јесте извођено на малим наступима, али већином су се прослављали свирајући туђе нумере. Насловну песму је написао Макартни, док је песму са Б-стране написао Ленон (ауторска права за обе је понео тандем Ленон/Макартни). Њихов менаџер, Брајан Епштајн, најпре је демо-снимке понудио компанији "Дека рекордс", где су били одбијени, као превазиђени, нарочито због гитара. Ризикујући да погреши, песму је прихватио менаџер компаније "ЕМИ-Парлофон", Џорџ Мартин, иако не одушевљено.

## Ринго Стар мења Пита Беста
Снимању је претходило отпуштање Пита Беса са места бубњара и његово мењање Ринго Старом. Ипак, како ни он није прошао ЕМИ-јеве критеријуме, био је само током овог снимања замењен студијским бубњарем Ендијем Вајтом, док је Ринго само свирао кастањете.
Ринга су остали Битлси познавали још из Хамбурга, када је у неколико наврата мењао Беста, иако је такође и он био из Ливерпула. Наводно, Џорџ Мартин је позвао Беста и рекао како не испуњава ни ЕМИ-јеве критеријуме, а и осталима из бенда се није допадао његов стил. Ленон се у почетку противио таквој одлуци, али се убрзо сложио да је „Бест одличан бубњар, а Ринго одличан „Битлс“ “.

### Снимање и објављивање
Снимање сингла обављено је 11. септембра 1962. године, а након продукцијског рада, сингл-плоча се нашла на рафовима свих продавница плоча 5. октобра.

### Занимљивости/детаљи
- Био је то први улазак Битлса у Еби-Роуд студио, где су снимили велику већину песама, а где су обавили и последње заједничко снимање на лето 1969. године.
- Први сингл је одмах ушао међу првих 20. најпродаванијих у Уједињеном Краљевству, заузевши 17. место. Наредни, Please Please Me је заузео друго у децембру исте године.
- Пит Бест је због отказа пре овог снимања добио надимак „највећи баксуз у историји поп-музике“, ипак, захваљујући малобројним накнадно објављеним снимцима из Хамбурга и Ливерпула (махом са колекције Антологија 1), зарадио је одређен проценат новца.